# Chondrocladia pulvinata
Chondrocladia pulvinata är en svampdjursart som beskrevs av Claude Lévi 1993. Chondrocladia pulvinata ingår i släktet Chondrocladia och familjen Cladorhizidae.
Artens utbredningsområde är havet kring Nya Kaledonien. Inga underarter finns listade i Catalogue of Life.